# Rippig
Rippig (luxembourgeois : Rippeg) est une section de la commune luxembourgeoise de Bech située dans le canton d'Echternach. Un nom plus vieux est Rippingen.